# Ménigoute
Ménigoute ist ein Ort und eine westfranzösische Gemeinde mit 856 Einwohnern (Stand 1. Januar 2022) im Département Deux-Sèvres in der Region Nouvelle-Aquitaine.

## Lage
Der Ort Ménigoute liegt in einer Höhe von ca. 160 m ü. d. M. etwa 25 km (Fahrtstrecke) südlich von Parthenay  bzw. ca. 36 km südwestlich von Poitiers in der historischen Landschaft der Gâtiné poitevine am Nordufer des Flüsschens Vonne, in das hier der Trois Moulins einmündet.

## Bevölkerungsentwicklung
| Jahr      | 1800 | 1851 | 1901 | 1954 | 1999 | 2013 |
| Einwohner | 880  | 1002 | 1030 | 923  | 864  | 870  |

Der leichte Bevölkerungsrückgang im 20. Jahrhundert ist in der Hauptsache auf den Verlust an Arbeitsplätzen infolge der Mechanisierung der Landwirtschaft zurückzuführen.

## Wirtschaft
Die Bewohner des Ortes lebten jahrhundertelang als Selbstversorger von den Erträgen ihrer Felder und Gärten; in geringem Umfang wurden auch Weinbau und Viehhaltung betrieben. Die Landwirtschaft spielt auch heute noch die führende Rolle im Wirtschaftsleben der Gemeinde.

## Geschichte
Die geschichtliche Entwicklung des Ortes hängt in hohem Maße zusammen mit dem ehemaligen, etwa 8 km westlich gelegenen, Benediktiner-, später dann Zisterzienser-Kloster Les Châtelliers. Am 29. November 1463 verstarb dort Marie d’Anjou, die Witwe des französischen Königs Karl VII., auf dem Rückweg von einer Pilgerreise nach Santiago de Compostela. Es dauerte jedoch noch bis in die 1520er oder 1530er Jahre, bis der ehemalige Verwalter der Abtei Les Châtelliers Jehan Boucard in Ménigoute ein Hospiz stiftete.

## Sehenswürdigkeiten
- Die Chapelle Jean Boucard gehörte ehemals zu einem Armen- oder Pilgerhospital, welches jedoch bereits in den Religionskriegen des 16./17. Jahrhundert teilweise und in der Französischen Revolution vollständig zerstört wurde. Der spätgotische Bau ist für die ländliche Lage des Ortes ungewöhnlich reich ausgestattet; er wurde bereits im Jahr 1862 als Monument historique eingestuft.[1]
- Die Pfarrkirche Saint-Jean-Baptiste ist ein einschiffiger Bau des ausgehenden 14. Jahrhunderts, der aber im 19. Jahrhundert seinen heutigen Turm erhielt.
- Auf dem Platz hinter der Kirche steht ein weiteres spätgotisches Monument, welches bisweilen als Hosianna-Kreuz oder aber als Totenlaterne bezeichnet wird. Es wurde bereits im 14. Jahrhundert auf dem ehemaligen Friedhof errichtet, jedoch im Jahr 1552 gründlich restauriert und ist seit 1883 als Monument historique anerkannt.[2]
- Nur wenige Meter entfernt steht das in Privatbesitz befindliche spätmittelalterliche Schloss.

außerhalb
- Das zu Beginn des 21. Jahrhunderts von seinem neuen Besitzer restaurierte Château de la Barre stammt aus dem 18. Jahrhundert und befindet sich ebenfalls in Privatbesitz.